# جيوفانا من إيطاليا
جيوفانا الإيطالية (البلغارية:Йоанна Савойска؛ الإيطالية:Giovanna Elisabetta Antonia Romana Maria «جيوفانا إليزابيتا أنطونيا رومانا ماريا»؛ 13 نوفمبر 1907 - 26 فبراير 2000)، هي آخر ملكة بلغاريا القرينة.

## الطفولة
ولدت جيوفانا في روما بحيث كانت الابنة الثالثة والطفل الرابع للملك فيكتور عمانويل الثالث من إيطاليا والملكة إلينا الأميرة السابقة لـ مملكة الجبل الأسود، تم إعطاء لها أسماء «جيوفانا إليزابيتا أنطونيا رومانا ماريا»، أصبح شقيقها الأكبر لاحقاً أومبرتو الثاني آخر ملك إيطاليا في المستقبل.

## الزواج والأطفال
جيوفانا تزوجت القيصر بوريس الثالث من بلغاريا في بازيليك القديس فرنسيس الأسيزي بأسيزي في أكتوبر 1930، في حفل كاثوليكي حضره الديكتاتور الإيطالي بينيتو موسوليني، اعتبر البلغار هذا الزواج جيدة، بحيث كانت تعتبر والدتها إلينا من العرق السلافي، أقيم حفل ثان في صوفيا، جيوفانا (ولدت لأب كاثوليكي وأم الأرثوذكسية) وأصبحا متزوجين بحفل في الكنيسة الأرثوذكسية الشرقية، اعتمدت جيوفانا اسماً بلغارياً من اسمها إيوانا، جيوفانا تعرفت على رسول البابا في بلغاريا، رئيس الأساقفة أنجيلو رونكالي وفي المستقبل البابا يوحنا الثالث والعشرين الذي كان قادراً على مساعدتها، أنجبت جيوفانا لبوريس طفلين: ماري لويز التي ولدت في يناير 1933، وبعد ذلك في المستقبل سيميون الثاني ملك بلغاريا في عام 1937.
في السنوات التي سبقت الحرب العالمية الثانية، أصبحت الملكة إيوانا متعلقة بشدة بالجمعيات الخيرية، بما في ذلك تمويل مستشفى للأطفال، خلال الحرب وازنت زوجها بإيداع بلغاريا إلى جانب دول المحور من خلال الحصول على تأشيرات العبور على تمكين هروب عدد من اليهود إلى الأرجنتين ولكن القيصر بوريس الثالث توفي في 1943 وعمره يتراوح بين 49، ابنهما أصبح القيصر الجديد وكانت الوصاية لعمه الأمير كيريل.

## السنوات الأخيرة

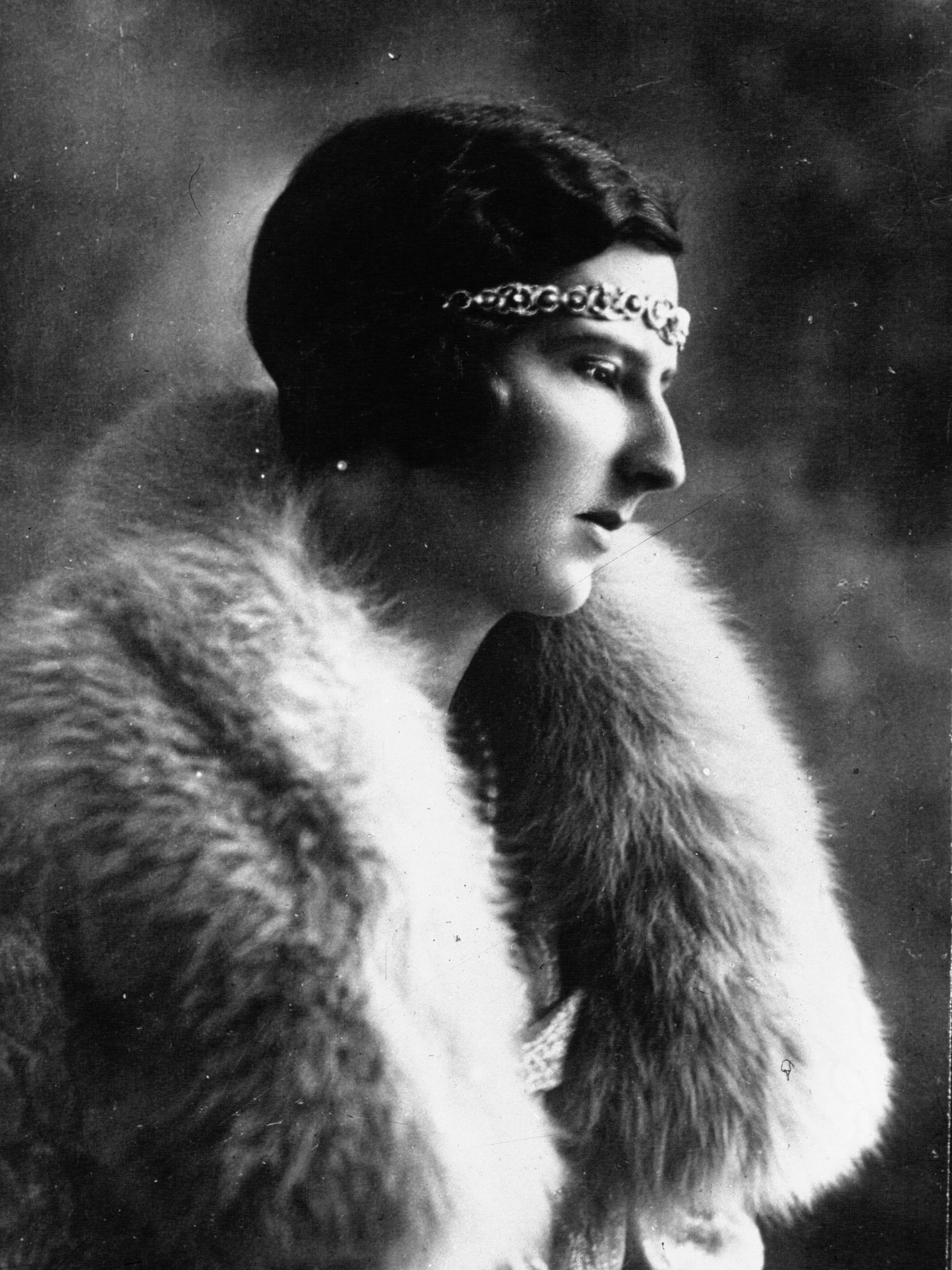
جيوفانا إيطاليا، ملكة بلغاريا (1907-2000)

في الأيام الأخيرة من الحرب العالمية الثانية تعرضت بلغاريا للغزو من قبل الاتحاد السوفييتي، الأمير كيريل تم محاكمته أمام محكمة الشعب وتم اعدمه في وقت لاحق، بقيت جيوفانا وابنها سيميون تحت الإقامة الجبرية في قصر فرانا بالقرب صوفيا حتى عام 1946، عندما أعطت الحكومة الشيوعية الجديدة لهم مدة 48 ساعة لمغادرة البلاد، فروا أولاً نحو الإسكندرية بمملكة مصر للانضمام إلى والدها الملك فيكتور عمانويل الثالث، ثم انتقلت مع أبنائها إلى مدريد، وفي عام 1962 سيميون الثاني تزوج وبينما انتقلت هي إلى أستوريال بالبرتغال وعاشت هناك لبقية حياتها، وبصرف النظر عن عودتها القصيرة إلى بلغاريا في عام 1993، عندما زارت موقع قبر زوجها بوريس وأيضا كانت موجودة أثناء إعادة دفن قلبه، وخلال هذه الزيارة الأخيرة لبلغاريا تلقت ترحيباً ودياً وبحيث خرج الآلاف من الناس إلى الشوارع لتحيته.
دفنت في مقبرة البلدية الأسيزي بـ إيطاليا بـ مكان الذي تزوجت منه الملك بوريس الثالث في عام 1930.

## روابط خارجية
- جيوفانا من إيطاليا على موقع مونزينجر (الألمانية)